# 贝泰特
贝泰特（法語：Bétête，法語發音：[betɛt]）是法国克勒兹省的一个市镇，位于该省北部，属于盖雷区。该市镇总面积28.24平方公里，2009年时的人口为353人。

## 交通
克勒兹省省道D3线、D15线、D83线、D88线经过境内。

## 人口
贝泰特人口变化图示